# Стриди
Стридите (Ostreidae) са част от семейство Миди, широко разпространени в моретата и океаните. Имат неправилна масивна черупка, с ясни следи от напластяване и с формата на вдлъбнатината, в която лежи тялото им, което е закрепено за нея. Двете ѝ части са несиметрични и различно дебели. Хранят се чрез филтриране на морска вода, като извличат планктон и други хранителни частици, попаднали по лепкавите пипала в близост до отвора на храносмилателната им система.
В Черно море се срещат 2 вида от род Ostrea. Големината им достига дължина 7 – 8 cm и ширина 5 – 6 cm. Единият вид живее в по-плитки води; другият се среща на дълбочина около 20 m и има тънка и полупрозрачна черупка. Лявата половина, на която лежи върху скалите, е по-голяма и по-дълбока от дясната.

## Класификация
- род Crassostrea
- род Cryptostrea
- род Dendostrea
- род Lopha
- род Ostrea
- род Ostreola
- род Saccostrea
- род Teskeyostrea

## Стопанско значение
Използват се за храна. Месото им е много вкусно. Нямат голямо стопанско значение в Черно море, тъй като броят им е малък.
Стридите могат да се отглеждат в мидени ферми.